# FSC Dynamo Eilenburg

Das Logo des FSC Dynamo Eilenburg, wie es in der Zeit von 1987 bis 1990 verwendet wurde.

Das Logo der SG Dynamo Eilenburg, das zwischen 1975 und 1987 genutzt wurde.

Der Fallschirmsportclub Dynamo Eilenburg war das im sächsischen Eilenburg ansässige DDR-Leistungszentrum für Fallschirmspringen. Als eigenständiger Sportclub innerhalb der Sportvereinigung Dynamo hatte er nur 1988/1989 Bestand. Träger war das Ministerium für Staatssicherheit.

## Geschichte
Im Jahr 1956 gründete sich im SC Dynamo Berlin eine Sektion Fallschirmsport. Da sich die Haupttrainingsstätte jedoch in Hoppegarten vor den Toren Berlins befand, gliederte man 1963/64 die Fallschirmspringer gemeinsam mit weiteren dort ansässigen Sektionen aus Dynamo Berlin aus und schuf den SC Dynamo Hoppegarten. Weitere Trainingsorte waren die Flugplätze Strausberg und Eggersdorf sowie der Flugplatz Schönebeck bei Pömmelte und der Flugplatz von Eisenhüttenstadt.
Neuer Stammsitz der Fallschirmspringer wurde im Jahr 1966 der Flugplatz Eilenburg im Doberschützer Ortsteil Rote Jahne. Noch bis 1988 traten sie unter dem Namen SC Dynamo Hoppegarten an. Erst dann, kurz vor dem Ende der DDR, verselbstständigte sich die Fallschirmsektion unter dem Namen SC Dynamo Eilenburg, wurde jedoch schon zwei Jahre später aufgelöst. An ihre Stelle trat der neugegründete Fallschirmsportverein Eilenburg e. V. (FSV Eilenburg).
Bis 1990 errangen Eilenburger Fallschirmspringer bei Weltmeisterschaften insgesamt 24 Gold-, 15 Silber- und 14 Bronzemedaillen in den klassischen Disziplinen Ziel- und Figurenspringen. Dynamo-Springer Günther Gerhardt wurde 1966 als erster Deutscher Weltmeister im Fallschirmspringen. Im Trainingszentrum Eilenburg betrieben kontinuierlich mehr als 50 Kinder und Jugendliche den Fallschirmsport.